# Товарная контора Варшавского вокзала
Товарная контора Варшавского вокзала — памятник архитектуры. Расположен в Адмиралтейском районе Санкт-Петербурга, современный адрес дома — Варшавский проезд, 6 (до декабря 2024 года — набережная Обводного канала, 118, участок ж/д «Варшавский вокзал — Малая Митрофаньевская улица», литера Л).
Двухэтажное здание было построено во II половине XIX века неизвестным архитектором, включено в единый государственный реестр объектов культурного наследия (памятников истории и культуры) народов Российской Федерации в качестве объекта культурного наследия регионального значения распоряжением КГИОП № 10-581 от 19 ноября 2013 года.
С весны 2022 года по ноябрь 2024 года здание было капитально отремонтировано под аренду офисов, в габаритах кровли была добавлена мансарда.